# Limnophora spenceri
Limnophora spenceri är en tvåvingeart som beskrevs av Shinonaga 2005. Limnophora spenceri ingår i släktet Limnophora och familjen husflugor. Inga underarter finns listade.